# Тунгал, Леэло
Ле́эло Фе́ликсовна Ту́нгал (эст. Leelo Tungal; род. 22 июня 1947, Таллин) — эстонская писательница, поэтесса и журналистка. Она является одним из самых плодовитых современных детских авторов Эстонии. Лауреат Премии Балтийской ассамблеи в области литературы (2019) и Национальной премии Эстонии в области культуры (2019).

## Биография
С 1954 по 1965 год Леэло Тунгал сперва посещала школу № 8 города Руйла, а затем — школу № 42 Таллина. В 1972 году она окончила филологический факультет Тартуского университета по специальности «эстонская филология». Затем она была учительницей эстонского языка, позднее работала в редакциях известных молодёжных журналов Эстонской ССР, в том числе «Pioneer» и «Täheke». В 1979 году вошла в Союз писателей Эстонской ССР. В 1984—1989 годах работала в Эстонском кукольном театре. В 1994—1996 годах была редактором газеты «Eestimaa».
В 1966 году Леэло Тунгал дебютировала как писательница в поэтической антологии «Kummaliselt kiivitajad kurtsid». Она написала множество рассказов, детских стихов и сказок, а также стихотворений для взрослых и оперных либретто. Наряду с этим она занималась переводами с русского, английского и немецкого языков. Леэло Тунгал также является автором текстов известных песен. Её песня Muretut meelt да südametuld представляла Эстонию на Евровидении-1993, а песня «Nagu merelaine» приняла участие в Евровидении-1994.
С 1984 года Тунгал является свободной писательницей. В 1994 году она основала журнал Hea Laps («Молоде́ц») и стала его главным редактором.
Леэло Тунгал опубликовала около 50 детских книг, 12 сборников стихов для взрослых, один сборник коротких рассказов и один роман. Её произведения переведены по меньшей мере на 8 языков, включая русский.
Является автором более 200 текстов песен; песни на стихи Леэло Тунгал исполняли Яак Йоала, Марью Ляник, Иво Линна, Анне Вески, Велло Оруметс.

## Личная жизнь
Леэло Тунгал была замужем за эстонским композитором Раймо Кангро (1949—2001). У пары три дочери, одна из них — писательница Маарья Кангро.

## Русские переводы

### Повести
- Четыре дня Маарьи. Повесть / Авториз. пер. c эст. Г. Муравина. — М.: Дет. лит., 1986. — 141 с.
- Половина собаки. [Повести: Половина собаки; Лето пестрой бабочки; Дочь Деда Мороза; Придумай что-нибудь, Мадис!] / Пер. с эст. Г. Муравина. — М.: Дет. лит., 1991. — 237 с.
- Кристийна, или Легко ли быть средней сестрой / Пер. с эст. Б. Туха. — Таллин: КПД, 2009.
- Товарищ ребёнок и взрослые люди / Пер. с эст. Г. Муравина. — Таллин: КПД, 2010. — 208 с.
- Бархат и опилки, или Товарищ ребёнок и буквы / Пер. с эст. Г. Муравина. —Таллин: КПД, 2012. — 208 с. ISBN 978-9985-899-87-8.
- Барбара и летние собаки / Пер. с эст.Е. Блюм. — Таллин: КПД, 2012. — 104 с.
- Барбара и осенние собаки / Пер.с эст.  Е. Блюм. — Таллин: КПД, 2012. — 96 с.

### Стихи для детей
- Куча-мала / Пер. с эст. Е. Ракеевой, В. Леванского. Таллин: Ээсти раамат, 1984. — 49 с.
- Жалобные голоса чибисов / Пер. с эст. В. Леванского. М.: Сов. писатель, 1990. — 172 с.
- В один прекрасный грустный день / Пер. с эст. М. Яснова. — М.: Дет. лит., 1991. — 40 с. (2-е изд.: М.: ЭНАС-КНИГА, 2017.)
- Такие дела. —  Минск: ООО «МЕТ», 1997. — 12 с.
- Чем измерить озорство / Пер. с эст. М. Яснова. — Таллин: КПД, 2009. — 72 с.
- Просто чудо! Стихи для детей. Lihtsalt ime! Luuletusi lastele / Перевод на русский М. Яснова, перевод на эстонский Л. Тунгал. — Таллин: КПД, 2013. — 76 с.

### Составление
- Юку и Вовочка: детские анекдоты. Juku ja Vovake: laste anekdoodid. — Таллин: КПД, 2010. — 77 с. — ISBN 9789985899021.
- Юку, комар и слон. 444 детских анекдота про животных / Пер. Ю. Винвер. — Таллин: Таммерраамат, 2015. — 164 с. — ISBN 9789949526758.